# とりっくあーとぴあ日光
とりっくあーとぴあ日光（とりっくあーとぴあにっこう）は、栃木県日光市にある美術館。

## 概要
1997年7月に開館。国道121号沿いに位置する。世界の名画、彫刻などを題材としたトリックアートの美術館である。トリックアートの美術館としては全国でも最大規模の敷地面積と作品数を誇っている。
2011年10月に恋人の聖地サテライトの認定を受けており、翌年の4月に恋人の聖地サテライト認定モニュメント「Lovers Bible」が建物の外に置かれている。

## 建物概要
7つのエリアに分かれている。
- 1F
  - 世界の名画と彫刻
  - エジプトへの旅
- 2F
  - 龍の口
  - 水のない水族館
  - 「エイムズの部屋」
  - 檻のない動物園
  - ホログラフィーアート館

駐車場にはトリックアートモニュメント「空を描く絵筆」、恋人の聖地モニュメント「Lovers Bible」もある。

## 開館時間・休館日
- 開館時間
  - 9:30 - 17:00
- 夏季営業時間 (7月中旬 - 8月31日)
  - 9:00 - 17:30
- 入館料
  - 美術館のみ
    - 大人（中学生以上）  1900 (1600)
    - 小人（小学生以上）  1100 (800)

  - 美術館+ ホログラフィーアート館
    - 大人（中学生以上）  2200 (1900)
    - 小人（小学生以上）  1400 (1100)

  - (　)内は15名以上の団体料金

## アクセス
- バス
  - 東武鉄道鬼怒川温泉駅よりバス「トリックアート前」下車
- 車
  - 日光宇都宮道路今市ICより約20分

無料駐車場あり（乗用車：100台、大型バス：5台）

## 周辺
- 鬼怒川温泉
- 巨大迷路パラディアム
- 鬼怒川カントリークラブ